# L'Étoile du Nord
L'Étoile du Nord je pařížské divadlo na adrese 16, rue Georgette-Agutte v 18. obvodu. Divadlo s kapacitou 200 míst se zaměřuje na mladou tvorbu a začínající umělce v oblasti dramatu a tance.

## Historie
Divadlo bylo založeno v roce 1979 v 18. pařížském obvodu pod názvem Théâtre 18, později Dix-Huit Théâtre a poté se přejmenováno na L'Étoile du Nord. Divadlo je členem Paris Réseau Danse.